# Les Révoltés (film, 2021)
Pour plus de détails, voir Fiche technique et Distribution.
Les Révoltés (Vuta N'Kuvute, ou Tug of War en anglais) est un film tanzanien réalisé par Amil Shivji, sorti en 2021.

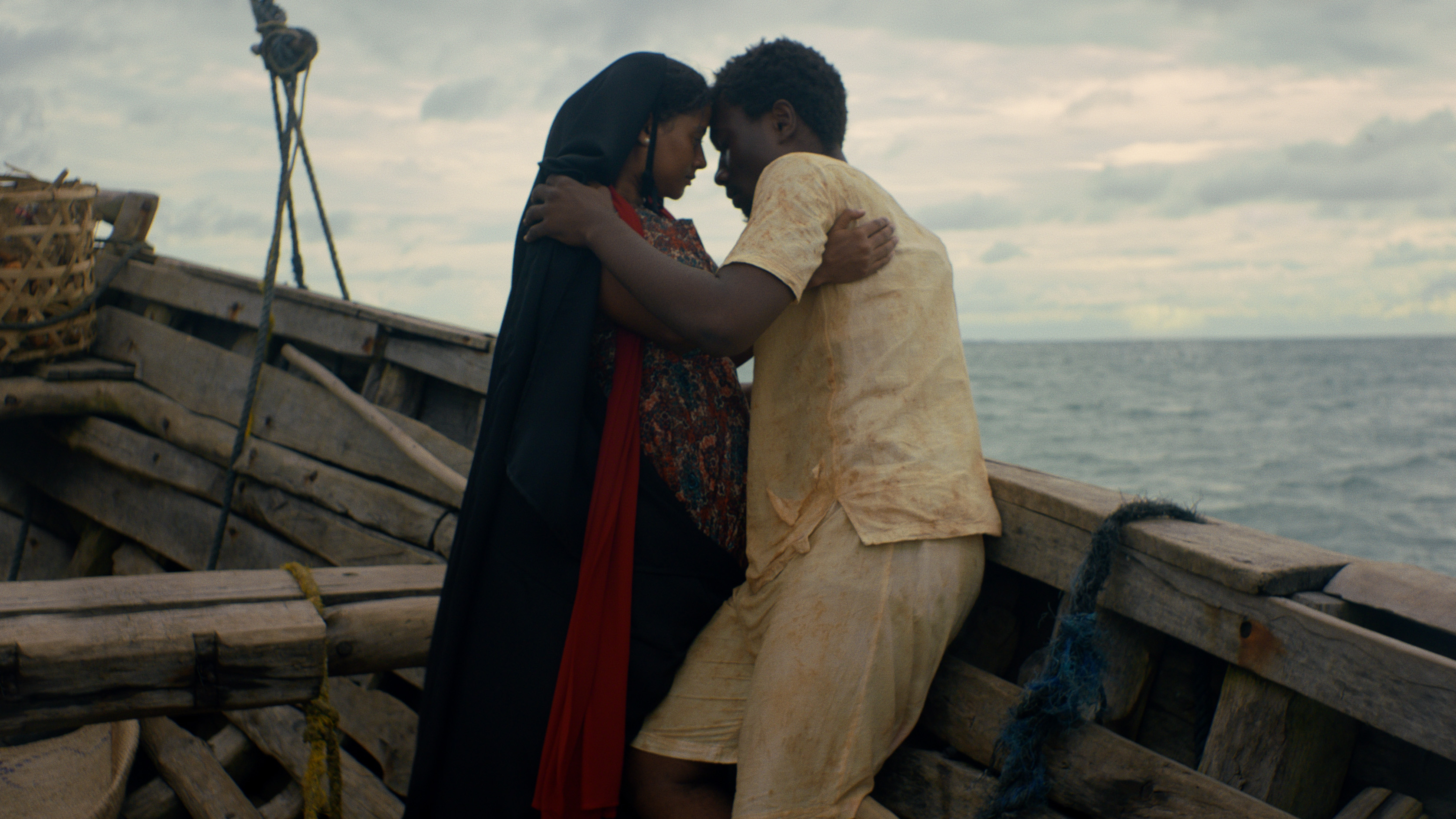
Image extraite des Révoltés

## Synopsis
Les révoltés est l'adaptation du roman d’Adam Shafi, « Les girofliers de Zanzibar ». C'est le second long métrage du réalisateur Amil Shivji. Il mêle amour et politique à la fin de la colonisation britannique, en 1954, à Zanzibar.

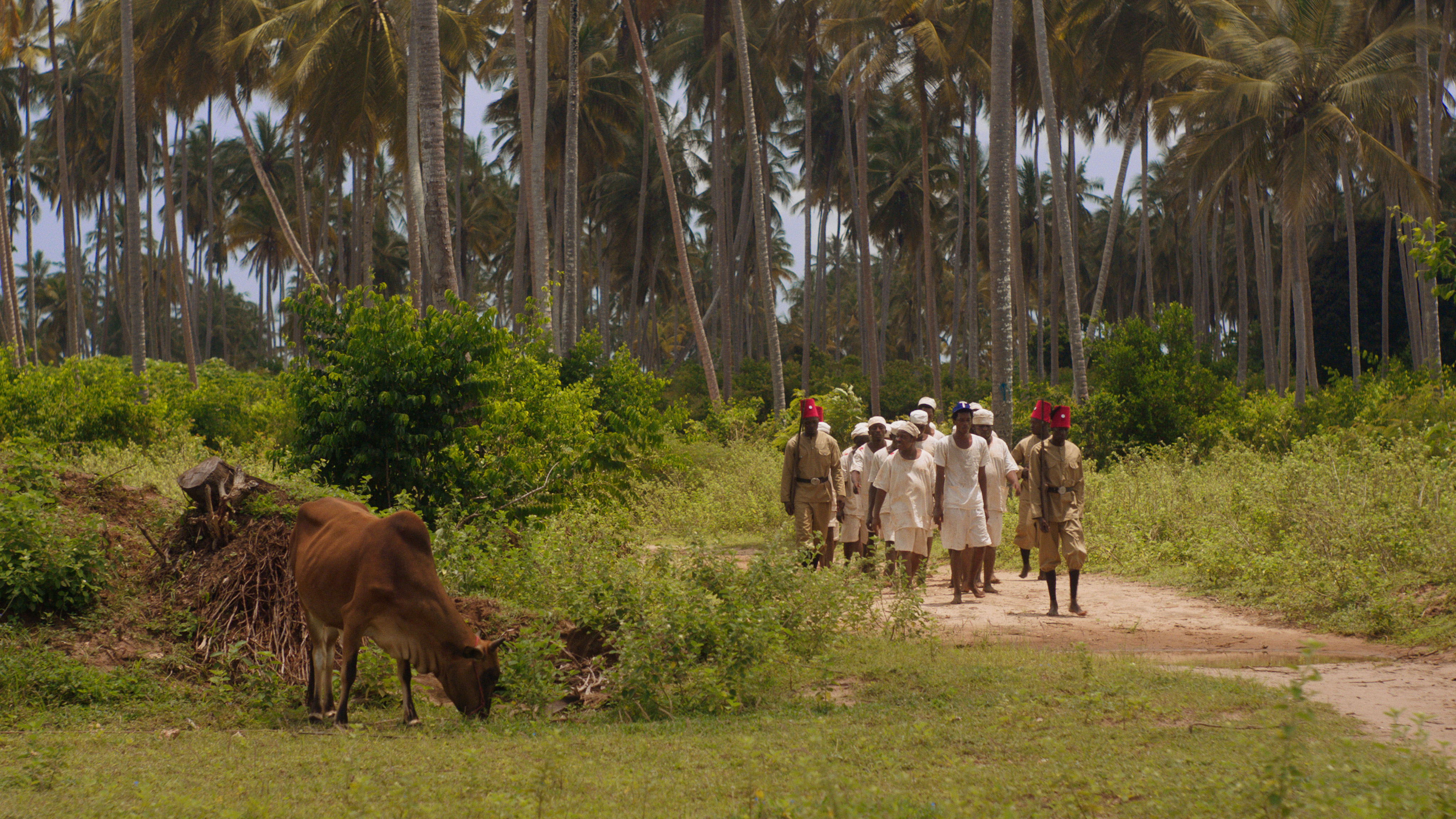
Image extraite des Révoltés

« Mon film se déroule en 1950 à Zanzibar, c'est une histoire d'amour entre une femme récemment mariée, et un jeune communiste de Zanzibar qui combat le colonialisme britannique, et cherche à la fois à lutter pour l'indépendance de son pays et pour son indépendance personnelle, en essayant de trouver comment concilier les deux. »

— Amil Shivji

## Distribution
- Gudrun Columbus Mwanyika : Denge
- Ikhlas Gafur Vora : Yasmin
- Siti Amina : Mwajuma
- Lukman Ali : Pazi
- Rashid Hemed : Mambo
- Maridhia Jafari : la mère de Yasmin
- Lihna Onesmo : l'amoureuse de Mambo
- Nick Reding : l'inspecteur Wright

## Accueil
- Le film est récompensé par le Tanit d'or en novembre 2022[2]. Il remporte également le prix de la meilleure image, et le prix du Jury de la critique de la Fipresci[2].

- Le film reçoit également le prix du meilleur film de l'Africa Movie Academy Award de 2022. Son actrice principale, Ikhlas Gafur Vora, reçoit l'Africa Movie Academy Award de la meilleure actrice. Il y reçoit aussi le prix du meilleur film en langue africaine et de la meilleure bande son[4].
- Au Festival international du film de Seattle, Amil Shivi reçoit le prix spécial du jury dans la catégorie du meilleur nouveau réalisateur[5].